# Vlag van Saint-Ghislain
De vlag van Saint-Ghislain is op onbekende datum bij raadsbesluit vastgesteld als de vlag van de Henegouwse gemeente Saint-Ghislain. De vlag kan als volgt worden beschreven:
Twee even lange banen van blauw en van geel.
De kleuren zijn afkomstig van het gemeentewapen.
De Raad van Heraldiek en Vexillologie (Frans: Conseil d’héraldique et de vexillologie) stelde een vlag met twee even lange banen van geel en van blauw met op het midden het wapenschild, die niet in gebruik is.

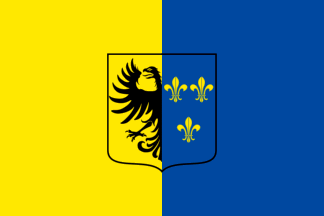
Vlagontwerp van de Raad van Heraldiek en Vexillologie